# Бернар Ґіно
Бернар Ґіно (фр. Bernard Guinot; *1925) — французький астроном.
У 1945—1952 служив у французькому торговому флоті. Одночасно вчився в Паризькому університеті і закінчив його в 1952. У 1952—1964 працював в Паризькій обсерваторії, в 1964 змінив М. М. Стойка на посаді керівника Міжнародного бюро часу (МБЧ). У 1976—1979 — директор французької Головної лабораторії часу і частоти, з 1979 здійснює наукове керівництво Дослідницькою групою космічної геодезії.
Основні наукові роботи присвячені вивченню обертання Землі, методам побудови координатних систем (для Землі і космічного простору), астрономічним постійним, шкалам часу. У Паризькій обсерваторії спільно з А.Данжоном займався головним чином всесторонньою розробкою методу рівних висот. Показав, що цим методом при використанні астролябії Данжона можна визначати положення зірок з високою точністю. Був ініціатором міжнародної співпраці з поліпшення фундаментальних каталогів. Удосконалив атомну шкалу часу МБЧ і розширив сферу її застосування. У 1971 систему Міжнародного атомного часу МБЧ було офіційно визнано XIV Генеральною конференцією мір і вагів. Ґіно зіграв також важливу роль в розробці і впровадженні Коордінірованного Світового часу (UTC). Розвинув методи визначення координат полюса і нерівномірності обертання Землі; зокрема, розробив статистичний метод, що дозволяє швидко набувати глобальних значень цих параметрів за даними астрономічних спостережень. Брав участь в постановці низки космічних експериментів (визначення положення полюса за допомогою доплеровських вимірювань, лазерна локація Місяця). Ряд робіт присвячений визначенню променевих швидкостей Венери і Меркурія, вивченню рухів в атмосфері Венери спектроскопічними методами.
Президент Коміссиі N 19 «Обертання Землі» Міжнародного астрономічного союзу (1961—1967), президент Федерації астрономічних і геодезичних служб (1970—1973), член Бюро довгот в Парижі (його президент в 1984—1985).